# Bathippus rechingeri
Bathippus rechingeri är en spindelart som beskrevs av Kulczynski 1910. Bathippus rechingeri ingår i släktet Bathippus och familjen hoppspindlar. Inga underarter finns listade.